# Kill Aniston
Kill Aniston est un groupe de rock mexicain, originaire de Mexico. Formé en 1998, il est intégéré par Josué Guijosa (chant, guitare), Azael González (batterie, piano), Daniel Garnica (basse, synthétiseur).

## Biographie
Kill Aniston nait comme projet alternatif de Sad Breakfast, un groupe de rock indépendant auquel appartenait Josué Guijosa. Au fil des ans, Kill Aniston se consolide et devient l’un des groupes les plus représentatifs du mouvement rock indépendant au Mexique, jusqu’à la sortie de son premier album studio, Los Divorciados, en 2006. À cette date, le succès de Kill Aniston grandit et lui ouvre les portes des principaux festivals de rock de Mexico, partageant la scène avec des groupes locaux de renom et dans le monde. Le groupe joue notamment au Corona Music Fest 2006 “Escenario” et au MANIFEST 2006.
En 2009, Kill Aniston décide de prendre une pause de deux ans, et se consacre à la préparation et à la composition de son quatrième album, intitulé Hospitales y Funerales. Après cette production, Kill Aniston décide de se séparer d'un groupe d'amis appelé Kar Accidents. Après avoir voyagé dans tout le Mxique depuis 2012 (avec sa tournée Tour in KAsas), Kill Aniston travaille sur son huitième album, Los Ángeles de la Ciudad de México, qui sera publiée sous le label Discos Intolerancia en janvier 2017. Cette même année, ils jouent au Gran Café avec Rufus T. Firefly.

## Membres

### Membres actuels
- Josué Guijosa - chant, guitare
- Antonio Niram - basse
- Azael González - batterie, piano
- Christian Covarrubias - guitare

## Discographie
- 2006 : Los Divorciados (EP)
- 2006 : Canciones que casi olvido
- 2008 : Biográﬁco
- 2011 : Viva la KA!!!
- 2013 : Hospitales y funerales
- 2015 : Fletxes (split avec Kar Accidents)
- 2016 : Recapitulante (compilation)
- 2017 : Los Ángeles de la Ciudad de México